# Museum Nienburg

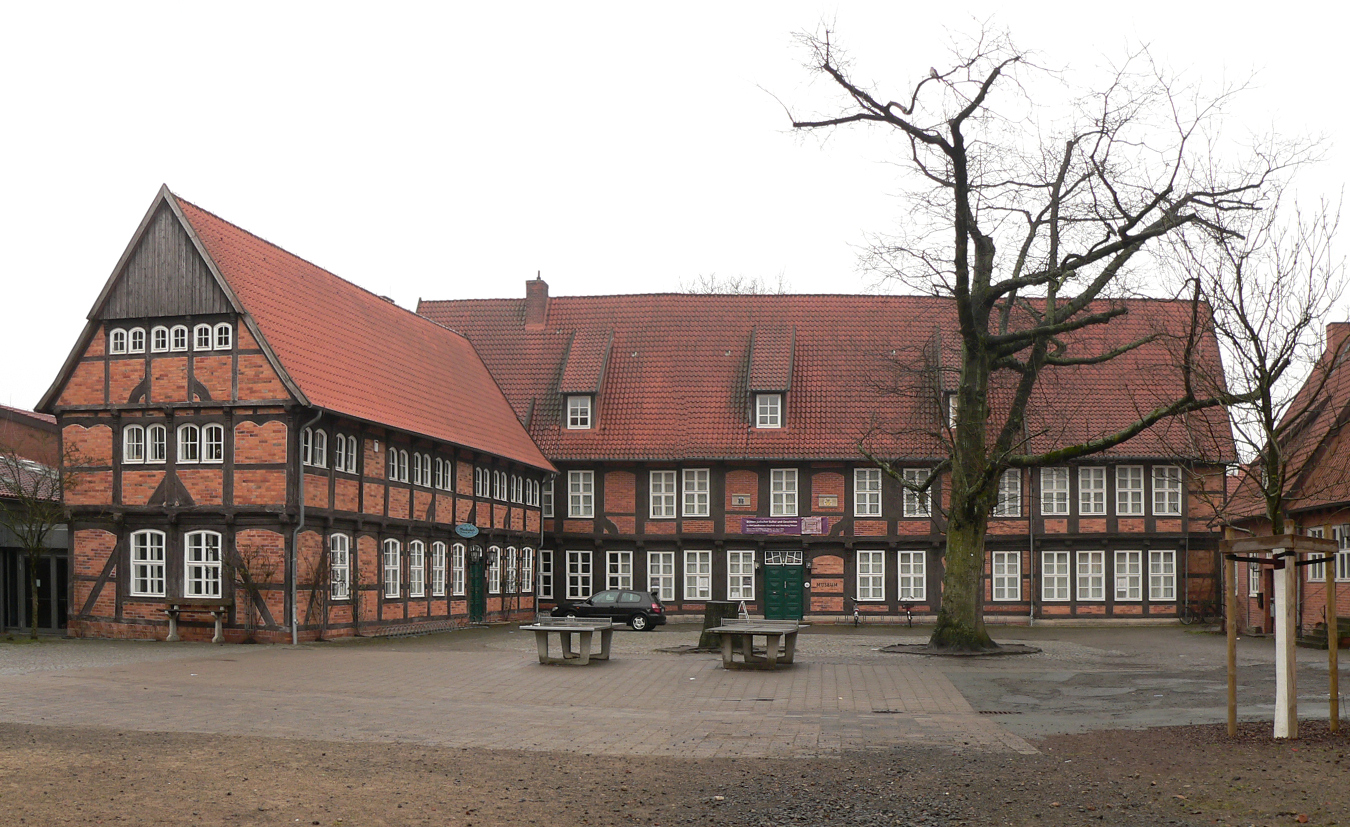
Der Hauptstandort im früheren Burgmannshof Fresenhof

Das Museum Nienburg/Weser ist das Regionalmuseum für Geschichte und Archäologie der Stadt Nienburg/Weser und des Landkreises Nienburg. Außerdem beherbergt es das Niedersächsische Spargelmuseum.

## Geschichte
Das Museum Nienburg/Weser besteht seit 1903 und wurde 1908 in die Trägerschaft des Museumsvereins für die ehemaligen Grafschaften Hoya und Diepholz mit Sitz in Nienburg/Weser übernommen. Damals hatte der Verein 145 Mitglieder, im Jahr 2023 waren es rund 650.
2018 wurde das Museum mit dem Museumsgütesiegel des Museumsverbands Niedersachsen und Bremen e. V. ausgezeichnet.

## Ausstellungen
Die Dauerausstellungen befassen sich unter anderem mit der Altsteinzeit, dem altsächsischen Gräberfeld Liebenau, dem Spargelanbau, der Industriekultur sowie der Kunst der Neuen Sachlichkeit. Besonderheiten sind der Biedermeiergarten, das Lapidarium sowie das Niedersächsische Spargelmuseum. Das Museum Nienburg/Weser ist auf verschiedene Standorte im Stadtgebiet Nienburgs verteilt.

## Standorte

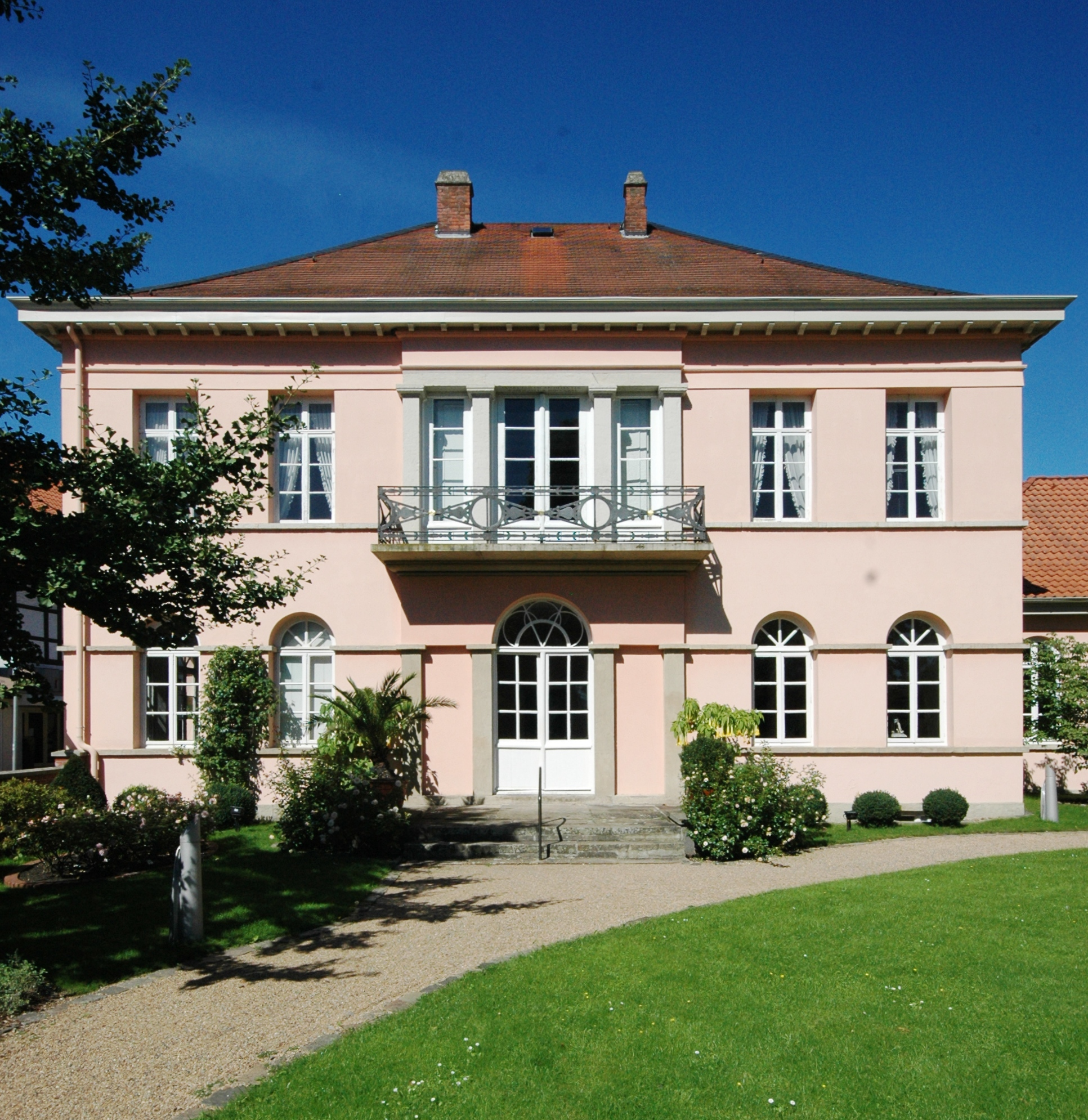
Museumsstandort Quaet-Faslem-Haus

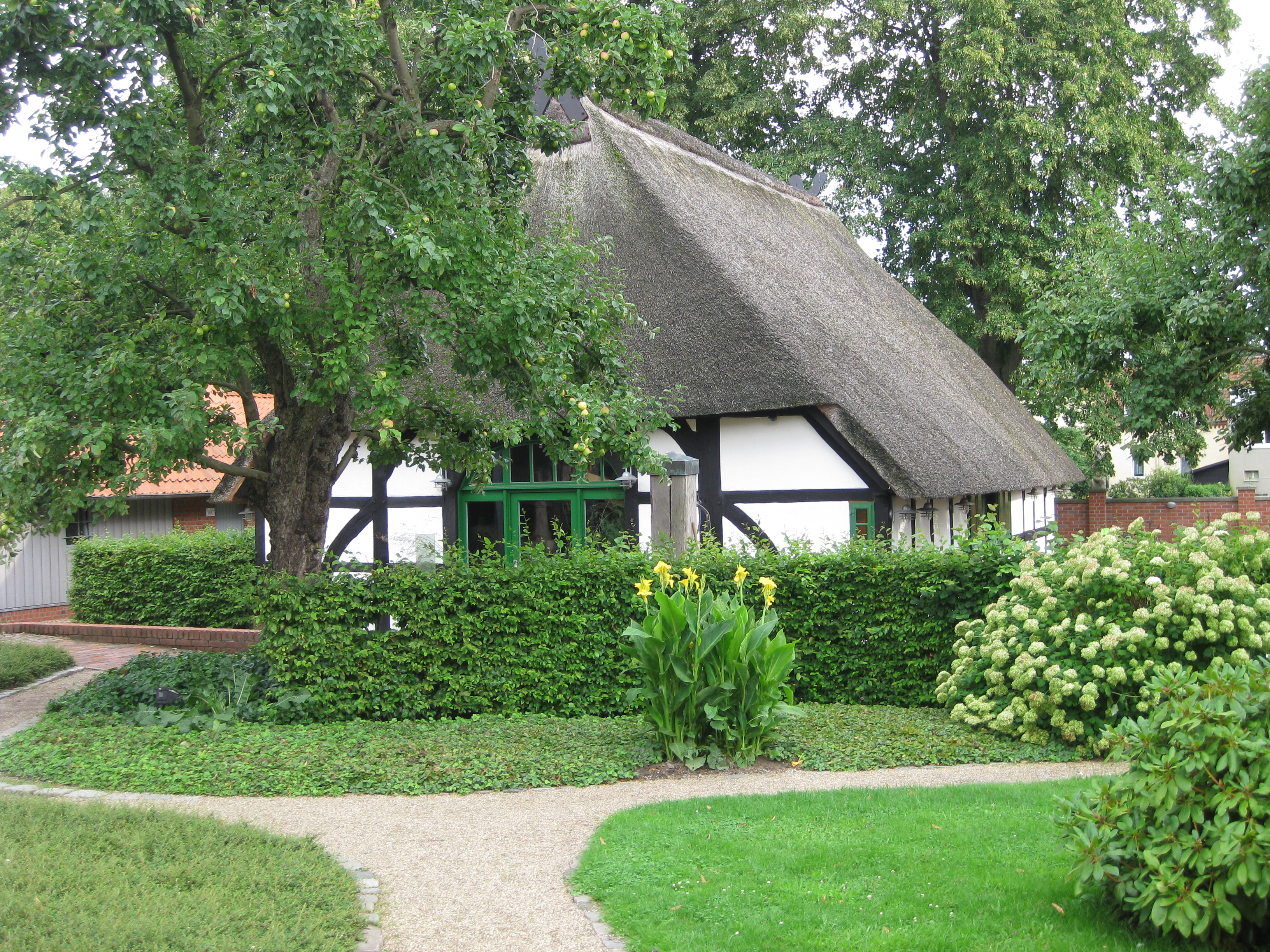
Niedersächsisches Spargelmuseum beim Quaet-Faslem-Haus

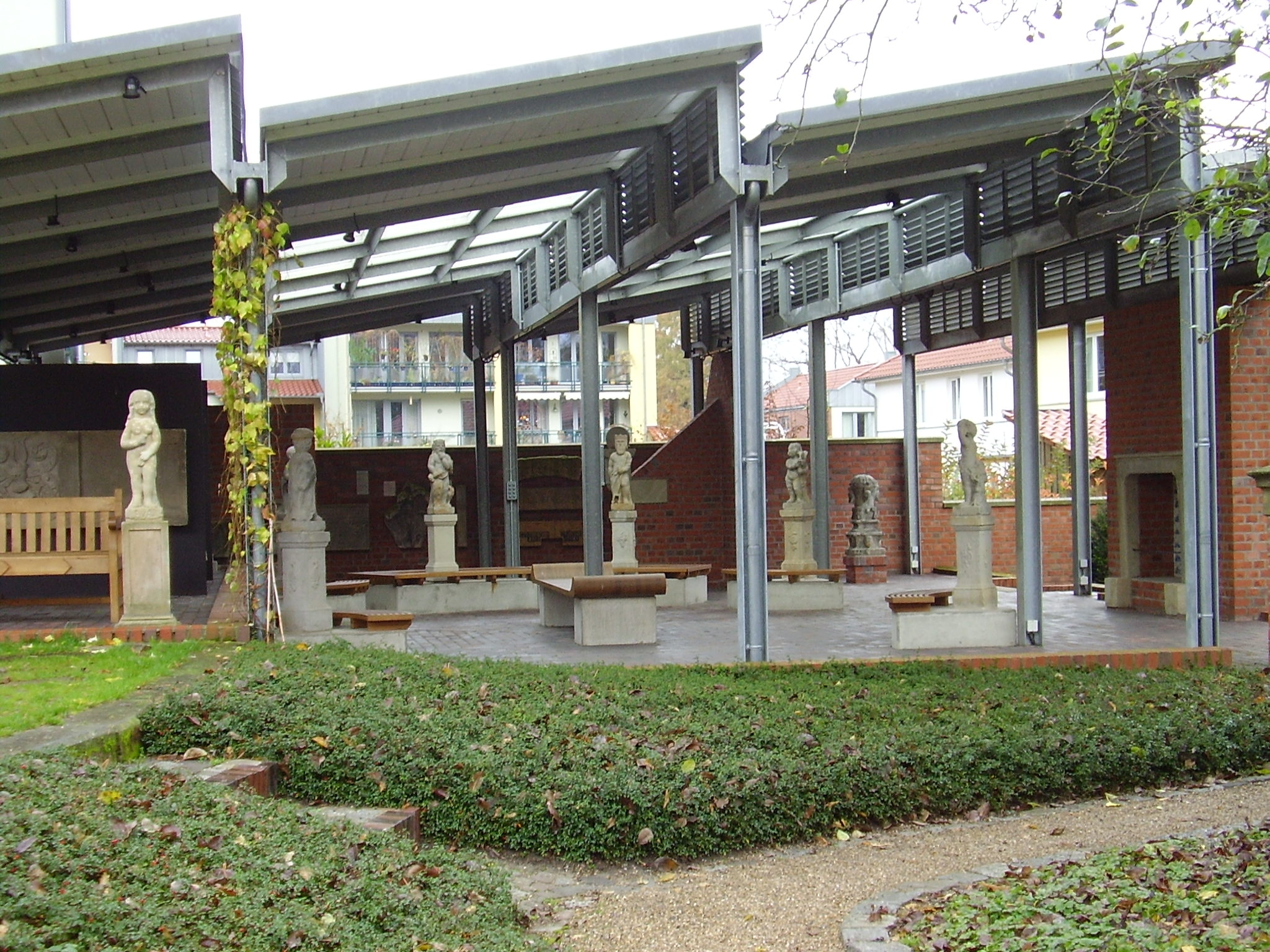
Lapidarium beim Quaet-Faslem-Haus

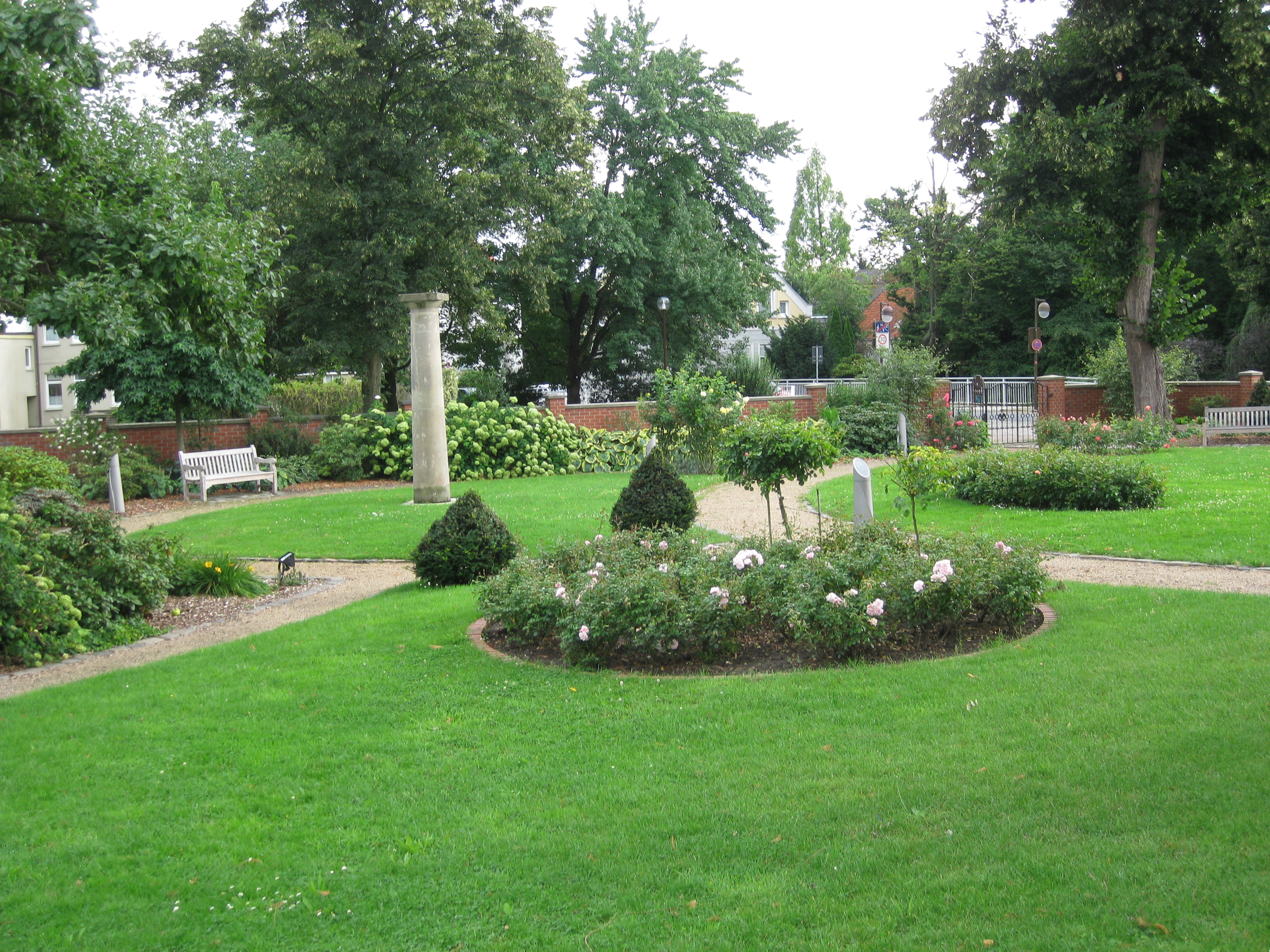
Biedermeiergarten am Quaet-Faslem-Haus

### Fresenhof
Der aus dem 16. Jahrhundert stammende Fresenhof wurde 2014 umfangreich modernisiert und war vorübergehend für den Publikumsverkehr geschlossen. Seit der Neueröffnung zeigt die Dauerausstellung einen chronologischen Rundgang durch die Archäologie der Region sowie die Stadtgeschichte Nienburgs. Es sind drei Ausstellungsbereiche eingerichtet: Paläolithikum bis Frühmittelalter, Mittelalter bis Gegenwart und das Schaudepot, in dem Exponate aus der Frühzeit der Industrialisierung Nienburgs gezeigt werden. Außerdem finden hier Sonderausstellungen statt.

### Quaet-Faslem-Haus
Das Quaet-Faslem-Haus wurde nach seinem Erbauer Emanuel Bruno Quaet-Faslem benannt und beherbergt die Sammlung zum Klassizismus in Nienburg. Daneben wird es auch für Veranstaltungen unterschiedlichster Art genutzt.

### Niedersächsisches Spargelmuseum
Das Niedersächsische Spargelmuseum im Biedermeiergarten des Quaet-Faslem-Hauses präsentiert die Geschichte des Spargelanbaus in der Region.
Ebenfalls im Garten befindet sich das Lapidarium, eine Sammlung von behauenen Sandsteinen aus dem Mittelweserraum. Der zeitliche Schwerpunkt ist das 16. bis 19. Jahrhundert.

## Weitere Tätigkeitsfelder

### Bibliothek und Bildarchiv
Die Museumsbibliothek hat ca. 27.000 Bücher und Zeitschriften in ihrem Bestand und ist in erster Linie eine Präsenzbibliothek. Zum Präsenzbestand zählen die besonders wertvollen und alten Ausgaben und solche, deren Erhaltungszustand eine Ausleihe nicht zulässt. Bei anderen Teilen des Bibliotheksbestandes ist eine Ausleihe möglich.
Das Bildarchiv umfasst rund 28.000 Fotos, 7.000 Postkarten sowie ca. 17.000 Dias. Die Bildinhalte sind per Stichwortsuche in einer Datenbank recherchierbar.

### Studiensammlung
Die Sammlung des Museums befindet sich in einem separaten Magazingebäude.